# Gu Bon-gil
Gu Bon-gil (Seul, 27 aprile 1989) è uno schermidore sudcoreano, specializzato nella sciabola.

## Biografia
Ha rappresentato la Corea del Sud a quattro edizioni consecutive dei Giochi olimpici estivi, vincendo l'oro nella sciabola a squadre a Londra 2012, Tokyo 2020 e Parigi 2024. A Rio de Janeiro 2016 ha sfilato come alfiere alla cerimonia d'apertura.

## Palmarès
- Giochi olimpici

Londra 2012: oro nella sciabola a squadre.
Tokyo 2020: oro nella sciabola a squadre.
Parigi 2024: oro nella sciabola a squadre.
- Mondiali:

Catania 2011: bronzo nella sciabola individuale.
Budapest 2013: bronzo nella sciabola a squadre.
Kazan 2014: argento nella sciabola individuale e nella sciabola a squadre.
Lipsia 2017: oro nella sciabola a squadre e argento nella sciabola individuale.
Wuxi 2018: oro nella sciabola a squadre.
Budapest 2019: oro nella sciabola a squadre.
Il Cairo 2022: oro nella sciabola a squadre.
Milano 2023: argento nella sciabola a squadre.
- Giochi asiatici

Canton 2010: oro nella sciabola individuale e argento nella sciabola a squadre.
Incheon 2014: oro nella sciabola individuale e nella sciabola a squadre.
- Campionati asiatici

Seul 2010: oro nella sciabola individuale e argento nella sciabola a squadre.
Seul 2011: oro nella sciabola a squadre e argento nella sciabola individuale.
Wakayama 2012: oro nella sciabola individuale e argento nella sciabola a squadre.
Shanghai 2013: oro nella sciabola individuale e nella sciabola a squadre.
Suwon City 2014: oro nella sciabola individuale e nella sciabola a squadre.
Singapore 2015: oro nella sciabola a squadre e argento nella sciabola individuale.
Wuxi 2016: argento nella sciabola a squadre.
Hong Kong 2017: oro nella sciabola individuale e nella sciabola a squadre.
Bangkok 2018: oro nella sciabola individuale e bronzo nella sciabola a squadre.
- Universiadi

Shenzhen 2011: argento nella sciabola individuale e bronzo nella sciabola a squadre.
Taipei 2017: oro nella sciabola a squadre